# 1760 în literatură
Anul 1760 în literatură a implicat o serie de evenimente și cărți noi semnificative.  

## Cărți noi
- Anonim - Yorick's Meditations upon Various Interesting and Important Subjects (o imitație a Tristram Shandy)
- Frances Brooke - Letters from Juliet
- John Cleland - The Romance of a Day
- Sarah Fielding - The History of Ophelia
- Charles Johnstone - Chrysal vol. i - ii
- Tobias Smollett - The Life and Adventures of Sir Lancelot Greaves